# レイニング
レイニング（Reining）とは、ウエスタン馬術における競技の一種である。ウエスタン競技馬の馬場における運動能力を競うものであり、ブリティッシュ馬術における馬場馬術に比定される。

## 概要

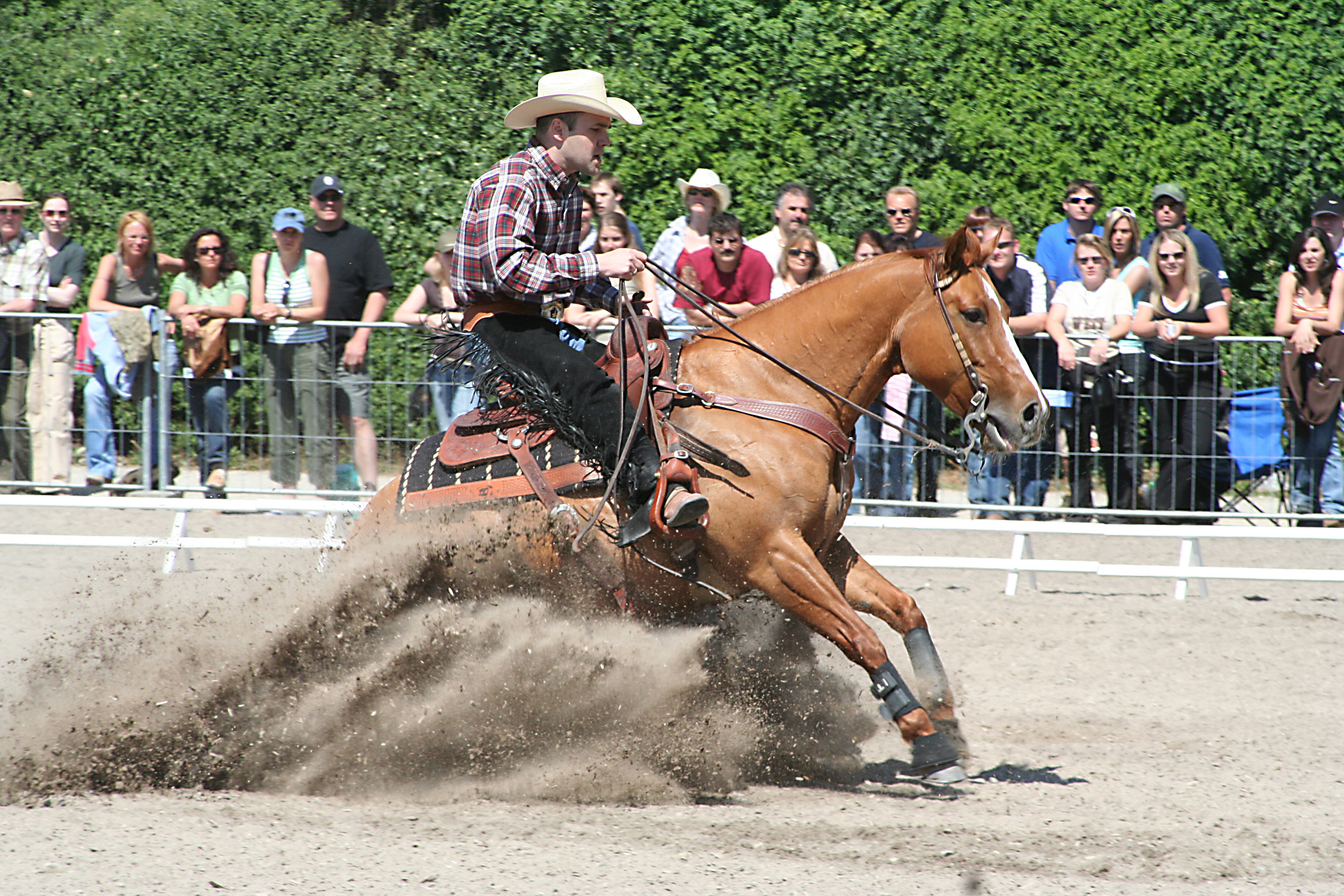
スライディングストップ

レイニング競技は駈歩（ロープ、ギャロップ）により、大小のサークル、リードチェンジ、スライディングストップ、ロールバック、スピン、バックアップといったマヌーバとよばれる運動を、様々なパターンで組み合わせた規定演技を行うものである。また、規定演技だけではなく、音楽とともに行われるフリースタイルもあり、これは馬場馬術の自由演技（キュア）に相当する。
レイニングでは、人馬ともリラックスしているべきではあるが、馬の全ての挙動は高度にコントロールされている。最良のレイニングホース（レイニング競技馬）は、抵抗することなく、熱心に、進んでガイドとコントロールに従うべきである。こうした点は馬場馬術の規定と同様である。また、踏み込んだ後肢に馬体重を負荷させ、前躯を軽くするという馬術の基本において異なるところはない。しかし、レイニングでは馬に頭頸を延伸させ、レイン（手綱）をゆるめることで馬自身にバランスを取らせるのに対し、馬場馬術では手綱を軽く張り頭頸を挙げ項を深く曲げた収縮姿勢を求める点で異なる。また、フリースタイル以外では片手手綱が必須であり、しかもレインハンド（手綱を取る手）を変えてはならない。これに反すると、ノースコア（失権）となる。
レイニング競技会は、他のウエスタン馬術競技同様、観客が歓声を上げるにぎやかな雰囲気に包まれる。選手にはウエスタン風の服装が義務付けられる。すなわち、ウエスタンハット（またはヘルメット）、襟付き長袖シャツおよびウエスタンブーツである。また、しばしばチャップスが着用される。レイニングでは、各競技人馬は70ポイントを与えられており、定められた運動ごとに加減算された上で、総合評価を受ける。
レイニングで行われる各種の運動は、ウエスタン馬術の歴史の中で生まれてきたものだが、1949年にアメリカクォーターホース協会 (American Quarter Horse Association, AQHA) により馬術競技として認められた。その後、1966年にナショナルレイニングホース協会 (National Reining Horse Association, NRHA) が設立され、競技を主管した。2000年4月には国際馬術連盟 (FEI) 競技種目として採用され、2002年のスペインのヘレス・デ・ラ・フロンテーラ大会から世界馬術選手権の正式種目に加わった。FEI公認大会は2001年には3件であったところ、2006年には41件に増加しており、開催地もアメリカ、カナダのみならず、イタリア、フランス、スイス、チェコ、イスラエル、ブラジルに広がっている。

## マヌーバ
パターン（pattern）とよばれる規定演技は、FEIのレイニング競技規則では10種類定められており、以下のマヌーバ（maneuver）7-8種類（ランダウンやヘジテイトを除く）の組み合わせで成り立っている。
スライディングストップ
速い駈歩からの後肢のみの停止運動。後肢は馬の尻が下がるほど馬体の下に大きく踏み込まれ、左右揃えて前方に突き出し、一方で前肢はペダリングと呼ばれる自転車こぎのような前掻きを行いながら、時に10m以上も馬場を滑って停止する。レイン（手綱）をゆるめて自由な首で自らバランスを取らせれば、馬に無理な力がかからない。前肢で踏ん張って止まるようなスライディングストップは減点の対象であり、故障の原因となる。FEIのレイニング競技規則では、スライディングストップをレイニングの精華（hallmark）であるとしている。

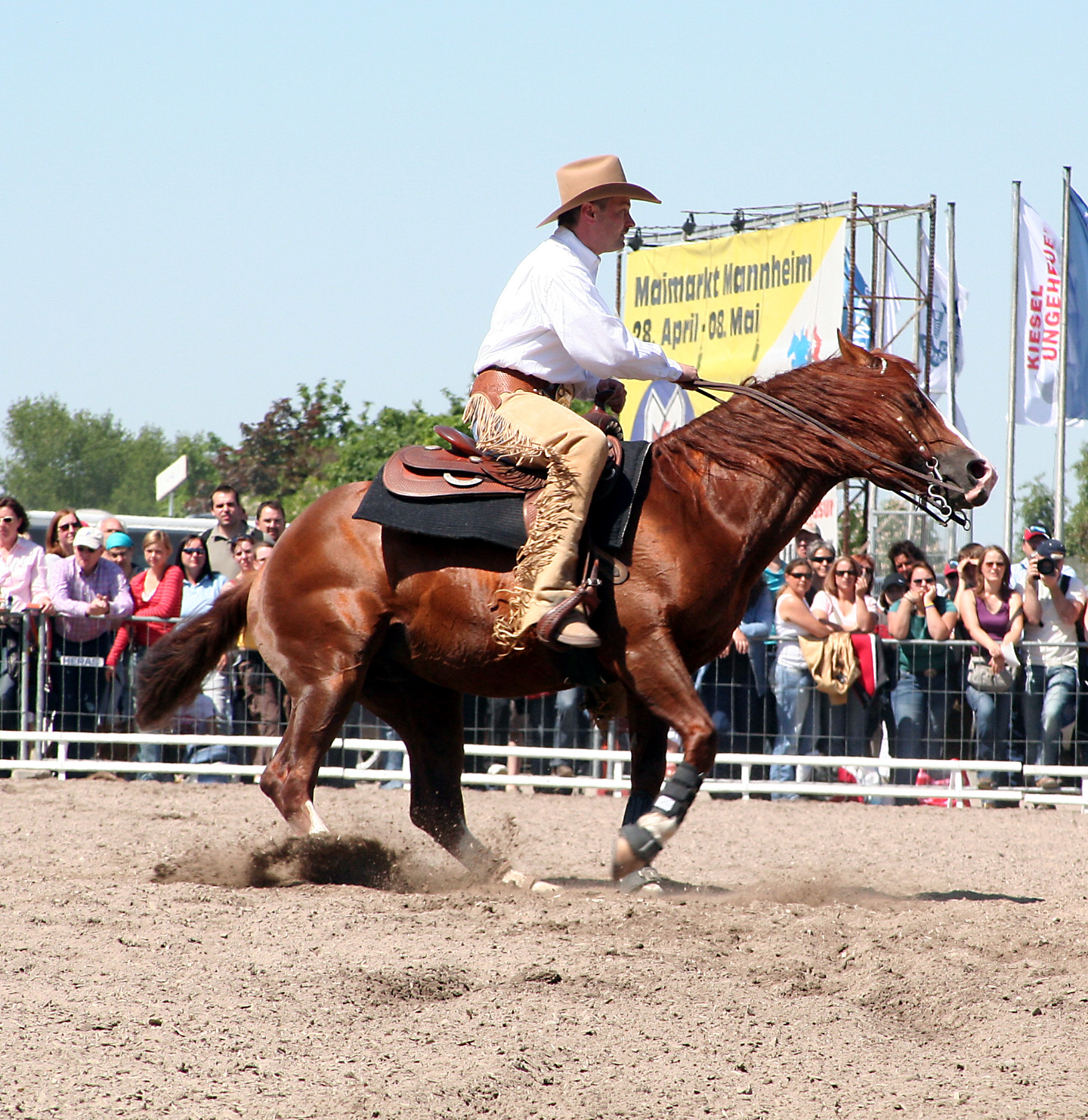
スピン
後肢を軸に速足で回転する運動（後肢旋回）。馬場馬術のそれよりも速い回転速度で、4回転又はパターンにより4回転と1/4行われる。ルール上は軸となる内方後肢が同じ位置にあることが求められているが、回転全てにおけるスムースさが最重要視される。
サークル
円を描く運動（輪乗り）。大きく速いサークル２周と小さくゆっくりなサークル1周がパターンにより組み合わされる。（他に8の時を描くパターンもある。）スムースな歩様とスピードのメリハリ、コントロールにおける馬の従順さが求められる。
リードチェンジ
駈歩は左右非対称の歩様（右駈歩なら、左後肢、右後肢と左前肢、右前肢の3拍子）だが、これを駈歩を維持したままで左右を入れ替える運動（空中踏歩変換）。左右のサークルの交わる1点での変換を要求される。
バックアップ
常歩によるスムースで反抗の無い後退運動。
ロールバック
180度の方向変換。パターンではサークルを閉じず直線運動（ランダウン）に入った後、スライディングストップ、ロールバック、駈足発進と連動させる。採点上はランダウン、スライディングストップ、ロールバックの3点を合わせて審査される。
ヘジテイト
静止したままでいること。この事で馬の従順さ、指示の理解度を求められる。スピンのような激しい運動の直後に、次の運動に移るまでの間、ヘジテイトを求めるパターンが多い。リラックスした静止を数秒維持しアピールする。ブリティッシュの馬場馬術の停止は、収縮姿勢のままでいる事が相違する。

## 外部サイト
- American Quarter Horse Association（アメリカクォーターホース協会サイト、英語）
- National Reining Horse Association（ナショナルレイニングホース協会サイト、英語）
- Fédération Equestre Internationale（国際馬術連盟サイト、英語）